# Psara geminalis
Psara geminalis là một loài bướm đêm trong họ Crambidae.